# Jurament del joc de pilota

Jacques-Louis David, El jurament del Joc de pilota, Musée du Château de Versalles

El jurament del Joc de pilota és un compromís d'unió pres el 20 de juny de 1789 a la sala del Joc de pilota (Jeu de paume), a Versalles, pels 577 diputats del tercer estat als Estats Generals de França de 1789. Per fer front a les pressions del rei de França Lluís XVI, van jurar de no separar-se fins a l'aprovació d'una Constitució. Malgrat la manca de valor jurídic d'aquest jurament, el seu impacte simbòlic va ser molt fort.

## Esdeveniments històrics

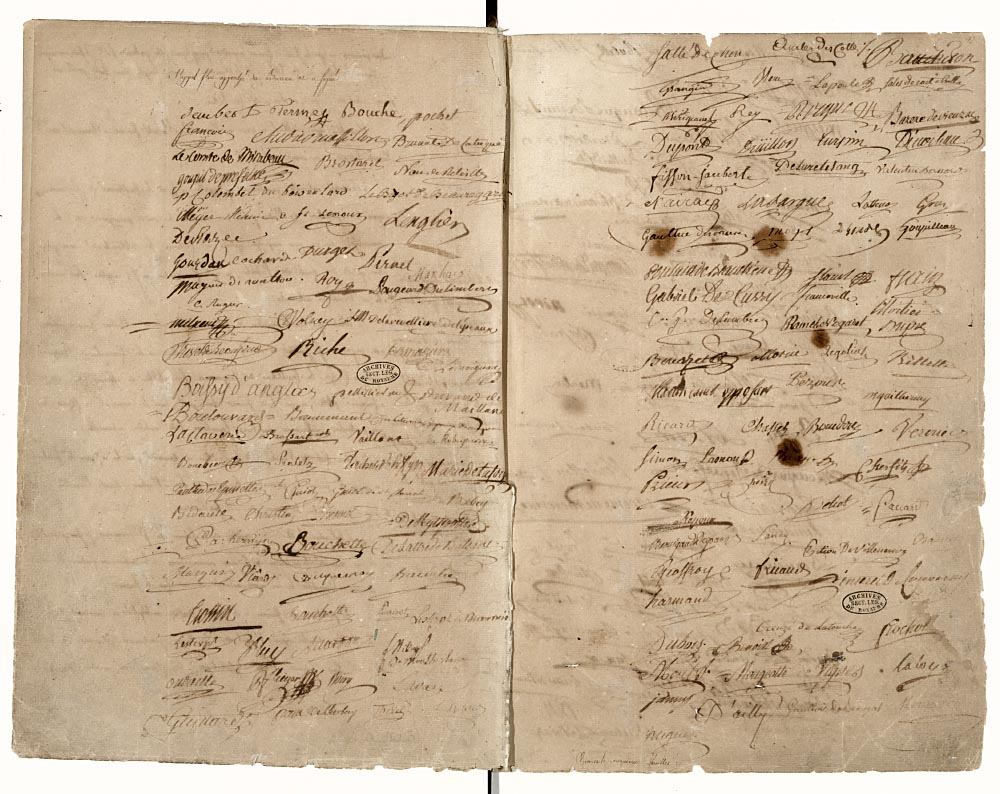
Pàgina de signatures del jurament del Joc de pilota

Al començament de la Revolució francesa (1789), un conflicte s'introdueix entre els representants del tercer estat d'una part, el rei i els braços privilegiats d'altra banda. La reunió dels primers Estats Generals des de 1614 suscita immenses esperances en la burgesia marcada per les idees de les Llums. Espera reformes profundes que li permetran accedir al poder: sobirania nacional, fi de la societat estamental, igualtat davant l'accés als càrrecs públics, grans llibertats i garanties judicials. La manca de concreció d'aquestes reformes que no acaben d'arribar provoca una gran desil·lusió. El rei sembla preocupar-se només de les reformes fiscals. El tercer estat sap que no podrà fer triomfar els seus punts de vista si l'organització ancestral dels Estats Generals no és modificada. Tradicionalment, cada braç era igual a un vot. Hi havia, doncs, dos vots per als privilegiats, i un per als no privilegiats que representaven en aquell temps un 95% de la població francesa. El tercer estat i els diputats reformistes de la noblesa i del clergat reclamen el vot individual per cada diputat. Si cada diputat disposava d'un vot, tot era possible.
El 6 de maig de 1789, els diputats del tercer estat als Estats Generals es neguen a reunir-se de manera separada dels representants dels dos altres braços. Després d'un mes de discussió i de negociació, decideixen prendre la iniciativa convidant els seus col·legues a ajuntar-s'hi per a una comprovació municipi per municipi dels poders dels escollits dels tres braços. El 16 de juny, deu escollits del clergat responen al seu nom en el moment de la crida quotidiana. Sentint que arriba la seva hora, els diputats del tercer estat adopten una moció constituint-se en Assemblea Nacional, l'única que pot decidir sobre els impostos. El clergat es doblega davant aquesta fita sense violència i decideix el 19 de juny d'ajuntar-s'hi. L'hora del triomf sembla proper.
Lluís XVI decideix llavors resistir. Convoca els diputats dels tres ordres pel 22 de juny a una sessió reial, amb la intenció de deixar sense efecte totes les decisions del tercer estat. Esperant, li cal impedir tot debat i tota nova decisió. El 20 de juny de 1789, amb el pretext de fer reparacions per a la pròxima sessió, els guàrdies prohibeixen als diputats del tercer estat l'accés a la "sala dels Menuts Plaers", on se celebraven els Estats Generals.
Els diputats es reuneixen llavors a la sala del Joc de pilota (Jeu de paume), a Versalles. Ajudat pel diputat Jean-Joseph Mounier, l'abat Emmanuel-Joseph Sieyès s'afanya a redactar la cèlebre fórmula del jurament del Joc de pilota: «de no separar-se mai, i de reunir-se allà on les circumstàncies ho demanin, fins que la Constitució del regne sigui establerta i sigui consolidada sobre fonaments sòlids». Aquest text és llegit per Jean-Sylvain Bailly. Es tracta de forçar la decisió dels indecisos i d'obligar-los d'alguna manera a anar endavant. Aquest jurament és votat per unanimitat menys un vot, el de Martin-Dauch.
El 23 de juny, el tercer estat mostra la seva voluntat de mantenir el jurament. Prenent la paraula davant l'Assemblea, Lluís XVI trenca les decisions del tercer estat i prohibeix als tres braços de trobar-se en comú. Promet, tanmateix, algunes reformes (igualtat fiscal, abolició de la talla, de les càrregues, i de les "letres de cachet") i conclou ordenant als representants de retirar-se.
Després de la marxa del sobirà, els guàrdies semblen voler dispersar els diputats del tercer estat que es neguen a obeir, per força. Alguns diputats de la noblesa, com La Fayette, posen la mà a l'espasa. És en aquest moment que Mirabeau pronuncia la famosa frase, de la qual hi ha diverses versions: «Digueu als que us envien que som aquí per la voluntat del poble i que no ens n'anirem si no és per la força de les baionetes!».
Finalment, el rei va capitular: «Bé, si no volen anar-se'n, que s'hi quedin!». El 27 de juny, ordena als privilegiats dels dos altres braços d'ajuntar-se al tercer estat, en una cambra única.

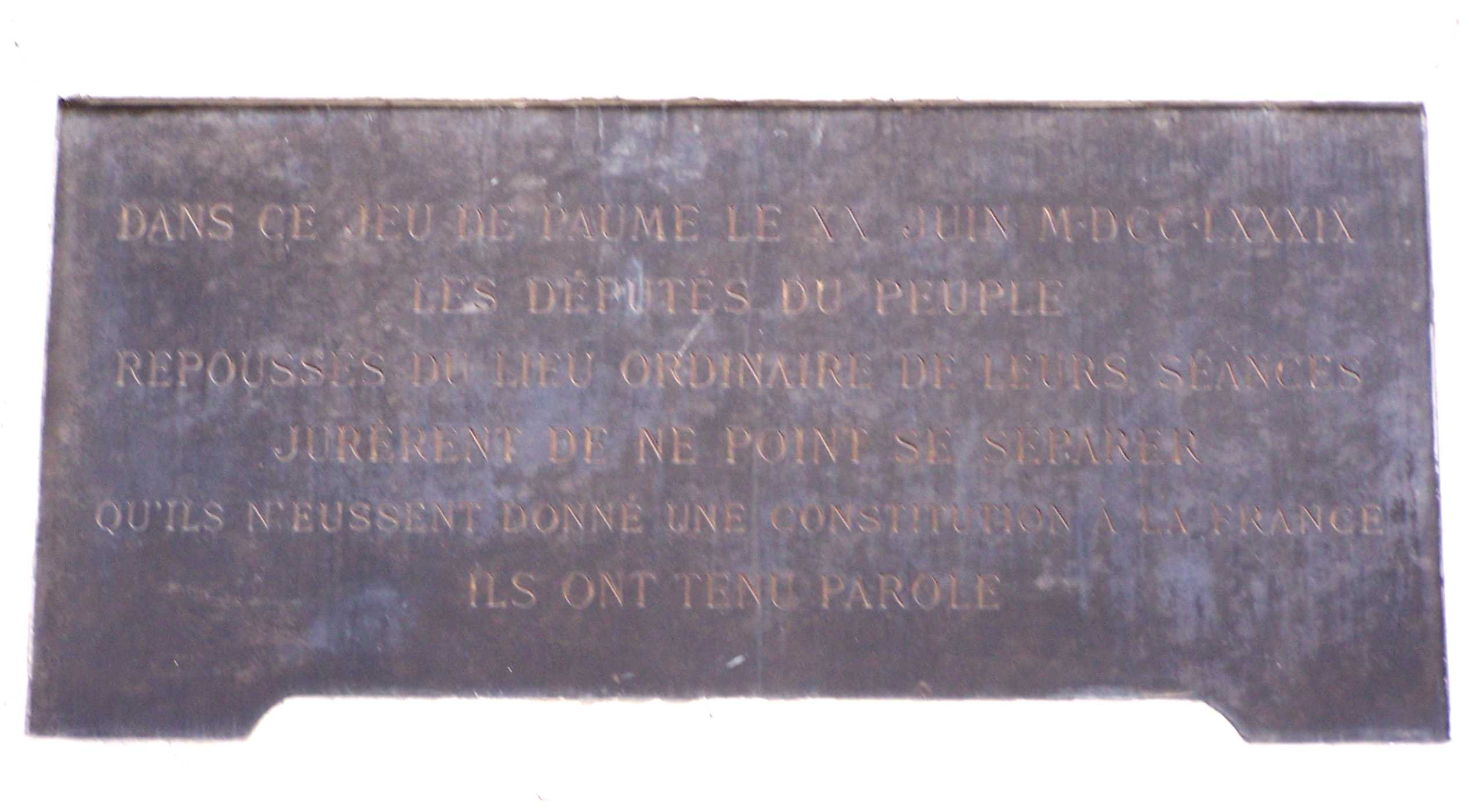
Placa commemorativa del jurament, sobre la porta de l'edifici: "En aquest Joc de pilota, el 20 de juny de 1789 els diputats del poble van jurar no separar-se fins que haguessin donat una constitució a França. Van mantenir la seva paraula"

## Text del jurament
Jean-Baptiste-Pierre Bevière (1723-1807) és conegut per haver redactat el jurament del Joc de pilota. Constituent durant l'imperi, es troba enterrat al panteó de París.
«L'Assemblea nacional, considerant que ha estat cridada a fixar la constitució del regne, portar a terme la regeneració de l'ordre públic i mantenir els verdaders principis de la monarquia, res no pot impedir que continuï les seves deliberacions en qualsevol lloc on es pugui veure forçada a establir-se, i que en darrer terme, l'Assemblea nacional és allà on els seus membres es trobin reunits;
Disposa que tots els membres d'aquesta assemblea prestin, a l'instant, jurament solemne de no separar-se mai, i de reunir-se allà on les circumstàncies ho exigeixin, fins que la Constitució del regne sigui establerta i consolidada sobre fonaments sòlids, i que un cop prestat l'esmentat jurament, tots els membres i cadascun d'aquests en particular confirmaran, amb la seva signatura, aquesta resolució indestructible.»

## Diputats presents al jurament
Jean Sylvain Bailly
Nicolas Bergasse
François-Antoine de Boissy d'Anglas
Armand-Gaston Camus
Guillaume-Amable Robert de Chevannes
Christophe Antoine Gerle, dit "dom Gerle" (representat en el quadre de David tot i que hi va ser absent)
Jean-François-César de Guilhermy, compatriota de Martin-Dauch
Joseph Ignace Guillotin
Charles-François Lebrun
Augustin Bernard-François Le Goazre de Kervélegan
Joseph Martin-Dauch, l'únic que va rebutjar de fer el jurament
Michel-René Maupetit
Honoré Gabriel Riqueti, comte de Mirabeau
Jean-Joseph Mounier
Pierre-Louis Prieur
Rabeau Saint-Étienne, pastor protestant
Maximilien de Robespierre
Étienne François Sallé de Chou
Emmanuel-Joseph Sieyès
Thouret
També és representat en el quadre de David Pierre-Louis Roederer, tot i que en va ser absent.

## El quadre de David

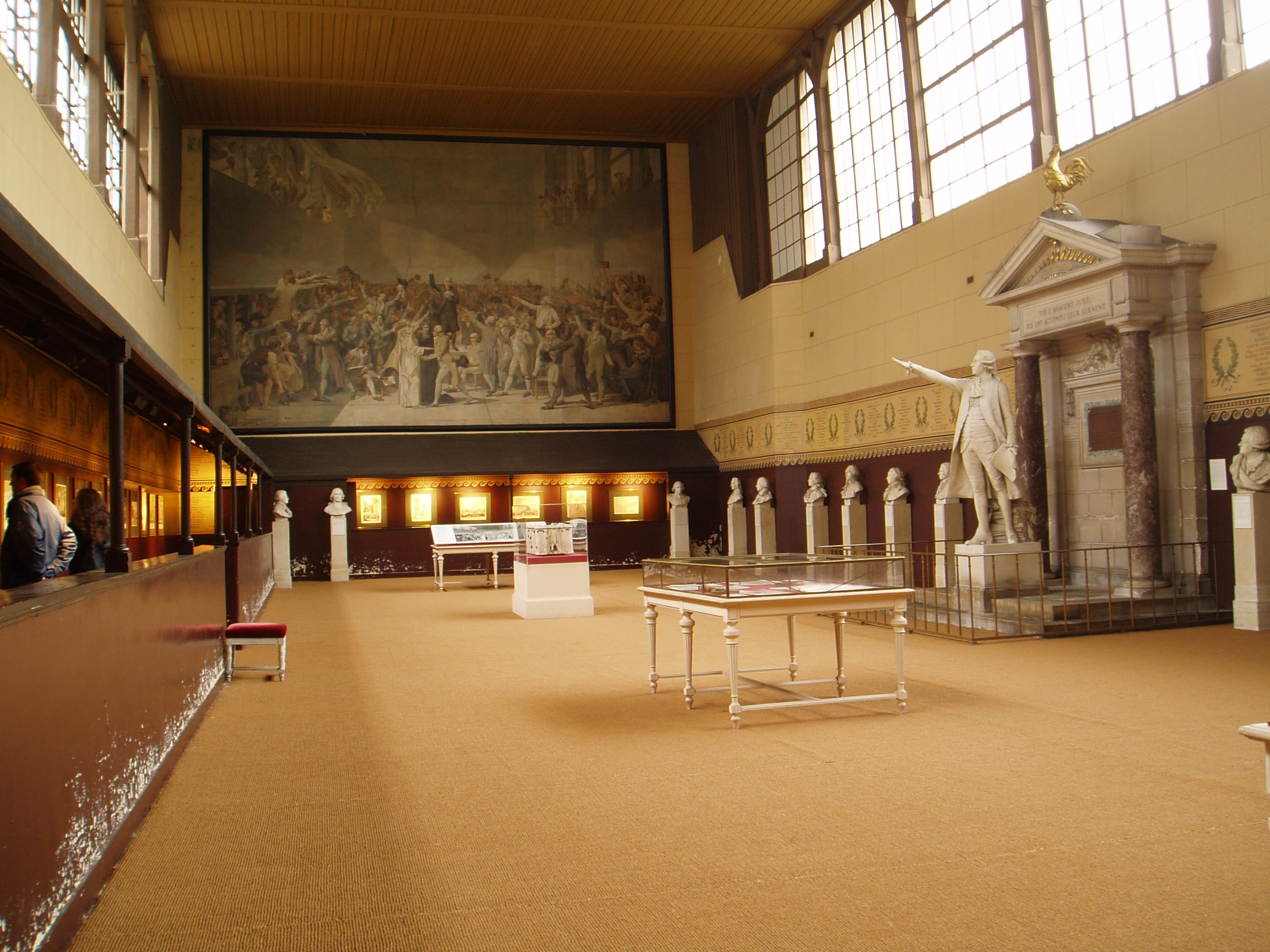
Sala del Joc de pilota en l'actualitat, presidida pel quadre de David, al fons

Per tal de celebrar l'esdeveniment, s'organitza una subscripció nacional per la Societat dels Amics de la constitució, dita Club dels Jacobins. La realització del quadre és confiada a Jacques-Louis David. Però el 1793, tot just n'ha acabat l'esbós. Ara bé, el 1793, la vida política francesa ja no es correspon en absolut amb el quadre.
Mirabeau, un dels herois de l'any 1789, s'ha fet enemic de la revolució. La seva correspondència secreta amb el rei ha estat descoberta a l'estiu i, als ulls de l'opinió pública, ha esdevingut un traïdor. Un gran nombre dels diputats de l'Assemblea nacional constituent es troben en les faccions enemigues del Govern de Salut Pública. David abandona, doncs, el treball. És un dels seus deixebles qui intenta acabar aquesta obra a partir de l'esbós realitzat pel seu mestre.
El pintor s'entesta a traduir el moviment d'unanimitat fent convergir cap a Bailly la mirada de tots els diputats presents. L'actitud paralitzada de l'únic opositor al jurament, Martin-Dauch, a sota a la dreta, contrasta amb l'entusiasme general. David s'ocupa també de dibuixar les cares perquè cada protagonista pugui ser reconegut individualment. Els participants en aquesta jornada es guanyen així l'estatura d'herois nacionals. El pintor ha dibuixat finestres àmplies i col·locades en alçada. La presència del poble de Versalles a les finestres simbolitza el suport del poble al jurament. Les cortines són aixecades per borrasques de vent, representant la bufada de la llibertat que envaeix França.

### Interpretació simbòlica
Al segle xviii, el jurament té un valor sagrat. Porta una garantia de fidelitat a la paraula donada. Jacques-Louis David s'havia fet conèixer per la tela Le Serment des Horaces. El 1789, George Washington presta jurament a la Constitució dels Estats Units. Els juraments col·lectius són considerats durant la Revolució francesa com a factor d'unitat nacional, fins i tot d'unanimitat nacional. Això explica per què els revolucionaris han volgut portar endavant aquest episodi. Efusió preromàntica, unanimitat -només un diputat s'ha negat a prestar jurament-, fervor dels diputats, gairebé tots burgesos, absència de violència popular, tot hi era per fer d'aquesta jornada el portaestendard de la revolució de 1789. Mostra també que és la voluntat particular de cada individu que fa la sobirania nacional.
El quadre de David implica una escena de confraternitat entre el monjo cartoixà, Dom Gerle, i el pastor protestant, Rabeau Saint-Étienne, la qual cosa simbolitza una era nova, la de la tolerància religiosa.

## Anècdotes
Va ser el diputat Guillotin, conegut per la cèlebre màquina per a decapitar sense dolor els condemnats a mort, qui va assenyalar la presència de la sala del Joc de pilota, no lluny del palau de Versalles.